# IC 4889
IC 4889 = IC 4891  ist eine elliptische Galaxie mit aktivem Galaxienkern vom Hubble-Typ E5 im Sternbild Teleskop am Südsternhimmel. Sie ist schätzungsweise 113 Millionen Lichtjahre von der Milchstraße entfernt und hat einen Durchmesser von etwa 75.000 Lichtjahren. Gemeinsam mit IC 4888 bildet sie ein gravitativ gebundenes Galaxienpaar.
Das Objekt wurde am 31. August 1904 von Royal Harwood Frost entdeckt.